# Hellyeah
Hellyeah – amerykański zespół wykonujący szeroko pojętą muzykę heavymetalową. Powstał w 2006 roku w Dallas w stanie Teksas.

## Dyskografia
Albumy
| Rok                            | Tytuł                                                                | Pozycja na liście | Pozycja na liście | Pozycja na liście | Pozycja na liście | Pozycja na liście | Pozycja na liście | Pozycja na liście | Sprzedaż         |
| Rok                            | Tytuł                                                                | USA               | GRE               | AUS               | CAN               | CHE               | BEL               | JPN               | Sprzedaż         |
| ------------------------------ | -------------------------------------------------------------------- | ----------------- | ----------------- | ----------------- | ----------------- | ----------------- | ----------------- | ----------------- | ---------------- |
| 2007                           | Hellyeah - Data: 10 kwietnia 2007 - Wydawca: Epic Records            | 9                 | –                 | 49                | –                 | –                 | –                 | 78                | - USA: 350 tys.+ |
| 2010                           | Stampede - Data: 13 lipca 2010 - Wydawca: Epic Records               | 8                 | 8                 | 42                | 24                | –                 | —                 | 286               | - USA: 28 tys.+  |
| 2012                           | Band of Brothers - Data: 10 lipca 2012 - Wydawca: Eleven Seven Music | 20                | –                 | 32                | –                 | 86                | 135               | 215               | - USA: 33 tys.+  |
| 2014                           | Blood for Blood - Data: 6 czerwca 2014 - Wydawca: Eleven Seven Music | 18                | –                 | 41                | –                 | –                 | –                 | —                 | - USA: 30 tys.+  |
| 2016                           | Unden!able - Data: 3 czerwca 2016 - Wydawca: Eleven Seven Music      | 25                | –                 | 20                | –                 | –                 | –                 | —                 | - USA: 20 tys.+  |
| 2019                           | Welcome Home - Data: 27 września 2019 - Wydawca: Eleven Seven Music  | 57                | –                 | 25                | –                 | –                 | –                 | —                 |                  |
| "—" pozycja nie była notowana. |                                                                      |                   |                   |                   |                   |                   |                   |                   |                  |

Single
| 2007                           | "You Wouldn't Know"                   | 5  | 35 | Hellyeah         |
| 2007                           | "Alcohaulin' Ass"                     | 7  | –  | Hellyeah         |
| 2008                           | "Thank You"                           | 37 | –  | Hellyeah         |
| 2010                           | "Hell of a Time"                      | 5  | 37 | Stampede         |
| 2010                           | "Better Man"                          | 26 | —  | Stampede         |
| 2012                           | "Band of Brothers"                    | 22 | —  | Band of Brothers |
| 2012                           | "Drink Drank Drunk"                   | 26 | —  | Band of Brothers |
| 2014                           | "Sangre por Sangre (Blood for Blood)" | 17 | —  | Blood for Blood  |
| 2014                           | "Cross to Bier (Cradle of Bones)"     | –  | —  | Blood for Blood  |
| 2014                           | "Moth"                                | 8  | —  | Blood for Blood  |
| 2015                           | "Hush"                                | 10 | —  | Blood for Blood  |
| "—" pozycja nie była notowana. |                                       |    |    |                  |

## Wideografia
| Rok  | Tytuł                                                            |
| ---- | ---------------------------------------------------------------- |
| 2007 | Below the Belt - Data: 13 listopada 2007 - Wydawca: Epic Records |